# Aneurin Bevan

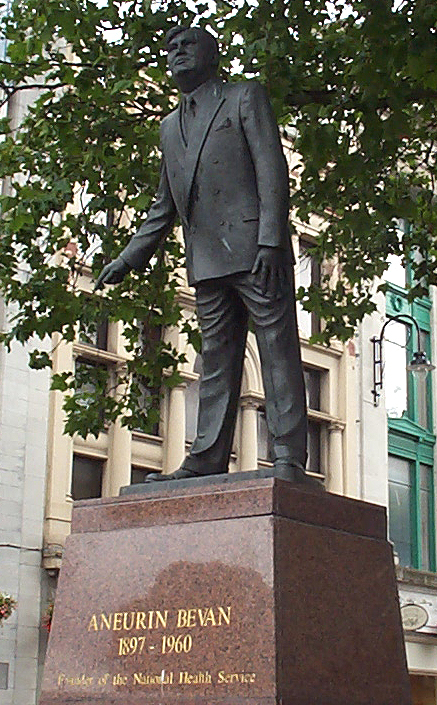
Standbeeld ter ere van Bevan, in Cardiff.

Aneurin Bevan (Tredegar, Monmouthshire, Wales, 15 november 1897 - Londen, 6 juli 1960), beter bekend als Nye Bevan, was een Brits socialistisch politicus voor de Labour Party, en oprichter van het Britse gezondheidssysteem (National Health Service, "NHS"). Bevan werd gezien als de directe politieke tegenstander van Winston Churchill.
In zijn politieke carrière was hij van 3 augustus 1945 tot 17 januari 1951 minister van gezondheid (Secretary of State for Health). Voornamelijk vanwege het opzetten van de NHS in die periode werd Bevan bij de Britten populair. Op 18 januari 1951 werd hij minister van arbeid (Minister of Labour and National Service). Op 23 april 1951 trad hij als zodanig af wegens een partijconflict. Bij de verkiezing van de grootste Welshman, "100 Welsh Heroes", werd Bevan eerste. Bij de verkiezing van de Grootste Brit, "100 Greatest Britons", eindigde hij als vijfenveertigste.

## Trivia
- Bevan wordt gezien als een van de beste redenaars van de Britse politiek, ná rivaal Winston Churchill, hoewel beide politici stotterden.

- Bibsys: 90328522
- Biblioteca Nacional de España: XX856637
- Bibliothèque nationale de France: cb12421794w (data)
- CiNii: DA06624290
- Gemeinsame Normdatei: 118658697
- International Standard Name Identifier: 0000 0001 0881 3506
- Library of Congress Control Number: n81015366
- MusicBrainz: 54eae13b-a8ad-48c3-86ad-0545c725d588
- National Archives and Records Administration: 75641002
- Bibliotheek van het Japanse parlement: 00520026
- Nationale Bibliotheek van Tsjechië: jn20000720026
- Nationale bibliotheek van Australië: 35018240
- Nationale Bibliotheek van Israël: 987007258770005171
- Nationale Bibliotheek van Polen: a0000002635750
- Nederlandse Thesaurus van Auteursnamen: 071563385
- Réseau des bibliothèques de Suisse occidentale: 02-A003002523
- LIBRIS: 269955
- SNAC: w6tq89br
- Système universitaire de documentation: 033342679
- Trove: 792727
- Virtual International Authority File: 27045294
- WorldCat: E39PBJwRPdYcfmyGdcqwCdbmVC